# Damat Ibrahim Paixà
Damat Ibrahim Paixà (vers 1550-1601), fou un gran visir otomà (1596, 1596–1597, i 1599–1601) d'origen bosnià, suposadament d'un lloc anomenat en italià Chianichii, a un dia de Dubrovnik.
Va ocupar alguns càrrecs a palau i el 1574, al pujar al tron Murat II fou designat sihladar i el 1580 agha dels geníssers. El 1582 fou nomenat beglerbegi de Rumèlia; aquest mateix any es va prometre amb Ayixa una de les filles de Murat II i fou promogut al rang de visir. El 1583 fou nomenat beglerbeg d'Egipte i a la tornada per Síria apareix en lluita contra els drusos del Líban el 1585. En tornar a Istanbul es va casar amb Ayixa; en els següents anys la seva biografia és poc coneguda però apareix com a 5è, 4t i 3r visir entre 1583 i 1585 i com a segon visir (notícies de 1590 i 1592).
Per un temps curt fou kapudan paixà (juliol del 1587 a abril del 1588, però el sultà no n'estava content i el va substituir per Uludj Hasan Pasha. El 1595 va pujar al trom Mehmet III. En la guerra contra Àustria (1593-1606) el gran visir Ferhad Pasha va fer campanya a Valàquia (abril de 1595) i Ibrahim fou nomenat kaimakan del gran visir a Istanbul.
El gran visir Koca Sinan Paixà va morir l'abril de 1596 i llavors Damad Ibrahim Paixà fou nomenat gran visir, càrrec que va exercir prop de set mesos. Els otomans van conquerir en aquest temps Eger (Erlau, turc Egri) i van derrotar els imperials de Rodolf II a la batalla d'Hac Ovasi o Mezö-Keresztes (octubre de 1596). Després d'això fou substituït per Cighalazade Sinan Pasha que només va ocupar el càrrec unes setmanes, i al desembre Ibrahim tornava a ser gran visir i va ocupar aquesta posició fins al novembre del 1597.
El gener de 1599 fou cridat per tercera vegada a ocupar el càrrec de gran visir, i aquesta vegada el va conservar fins a la seva mort. Com a sardar o comandant en cap de l'exèrcit otomà a Hongria, va fer campanya el 1599 per recuperar les fortaleses de frontera i va adoptar mesures per guanyar el suport de la població hongaresa. Va passar l'hivern a Belgrad i el 1600 va atacar la fortalesa de Kanizsa (Kanije) que va conquerir després d'un curt setge quan els presoners turcs van fer volar el polvorí; només resistia la ciutadella quan un exèrcit de vint mil homes dirigit per l'imperial Filip Manel de Savoia va arribar en ajut dels assetjats; Ibrahim els va derrotar i llavors els assetjats es van rendir. Tiryaki Hasan Pasha en fou nomenat governador i Kanije fou transformada en una base otomana. La lluita va seguir sense cap èxit notable més. Va morir quan era a Zemun, prop de Belgrad, el 10 de juliol de 1601.

## Nota
1. ↑  de nazione schiavone, a les fonts venecianes; i també: nativo della Provincia di Herzecovina